# Amor de locura
Amor de locura es una película mexicana de comedia y romance de 1953, dirigida por Rafael Baledón y protagonizada por Nini Marshall y Yolanda Montes "Tongolele". En la cual se vuelven a juntar por segunda vez con Óscar Pulido, así como con las actrices, Lupe Carriles y Cecilia Leger. Esta película fue estrenada el 19 de febrero de 1953 y producida por la empresa Cinematográfica Filmex.

## Argumento
En esta ocasión Catita enloquece por el amor de su novio, pues piensa que lo engaña con otra mujer y esto hace que cree una doble personalidad: una de ellas es una abnegada mujer hogareña y la otra una rica y excéntrica reina rusa.

## Reparto
- Nini Marshall.
- Cecilia Leger.
- Lupe Carriles.
- Yolanda Montes "Tongolele".
- Óscar Pulido.
- Luz María Aguilar.
- Adriana Roel.

## Producción
- Cinematográfica Filmex S.A.